# Sarcophaga gymnocnemis
Sarcophaga gymnocnemis är en tvåvingeart som först beskrevs av Mario Bezzi 1908.  Sarcophaga gymnocnemis ingår i släktet Sarcophaga och familjen köttflugor.
Artens utbredningsområde är Namibia. Inga underarter finns listade i Catalogue of Life.